# Médersa Al Husseiniya Al Sughra
La médersa Al Husseiniya Al Sughra (arabe : المدرسة الحسينية الصغرى, soit « Petite médersa husseinite ») est le premier édifice de son genre construit à l’époque husseinite. Il s'agit de l'un des monuments historiques de la médina de Tunis.

## Localisation

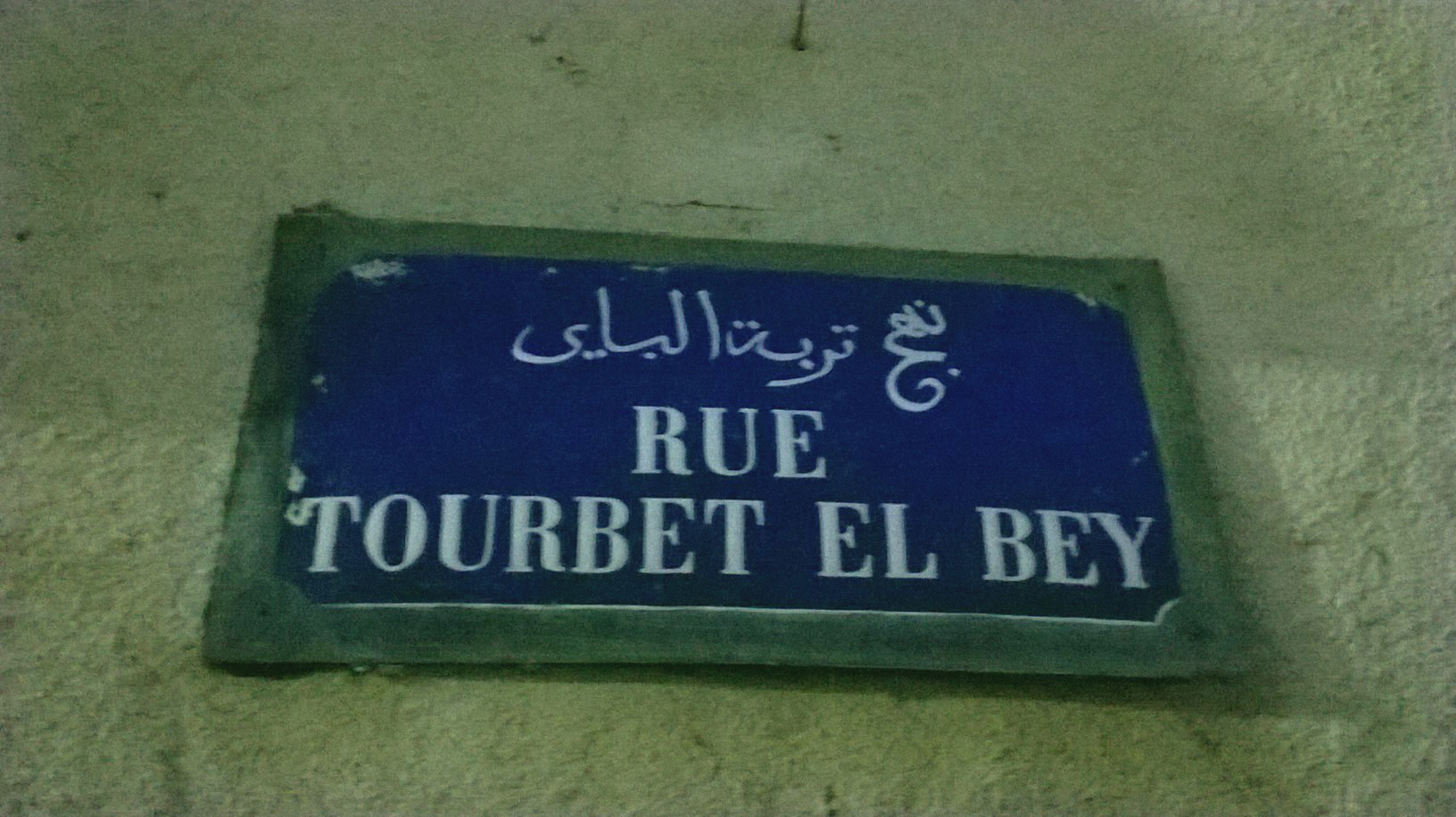
Plaque métallique indiquant la rue Tourbet El Bey.

Le bâtiment se trouve au numéro 60 de la rue Tourbet El Bey, près du petit mausolée de la dynastie husseinite connu sous le nom de Tourbet El Fellari.

## Histoire
Elle est fondée quelques années après l'avènement du bey Hussein Ier au pouvoir. Ce dernier construit un mausolée, une école élémentaire coranique (kouttab) et cette médersa près de Bab Jedid.
Les travaux de construction débutent en 1708 pour se terminer deux ans plus tard. On l'appelle « Petite médersa husseinite » par opposition à la médersa Al Husseiniya Al Kubra ou « Grande médersa husseinite » bâtie par Ali II Bey.

## Donations
Hussein Ier Bey a consacré des donations (awqaf) en 1711, 1713 et 1721 pour cette médersa, soit quatre bâtiments, une savonnerie, huit boutiques et cinq champs plantés d'oliviers.

## Personnels
On y trouve un cheikh enseignant, un imam pour les cinq prières quotidiennes et un responsable qui prend aussi soin de Tourbet El Bey.

## Étudiants
Cette médersa a été consacrée aux étudiants malikites, au nombre de dix, venant de l'intérieur du pays. Chacun d'eux disposait d'une chambre mais, avec le temps, leur nombre a augmenté pour atteindre 21 étudiants au milieu du XXe siècle.